# Witenwasserenstock
Witenwasserenstock er et 3.082 meter højt bjerg mellem de schweiziske kantoner Valais og Uri, beliggende i de Lepontinske Alper. Den ligger tæt på, hvor grænserne mødes mellem kantonerne Valais, Uri og Ticino og det tresidede vandskel mellem Rhinens, Pos og Rhônes afvandingsområder.
Witenwasserenstock ligger mellem Furka-, Nufenen- og Skt. Gotthard-passet. Nedbøren, som falder på Witenwasserenstocks nordside, løber via floderne Reuss og Rhinen mod Nordsøen, 670 km mod nord. Nedbøren, som falder på bjergets vestside, havner via Rhône i Middelhavet, 460 km. mod syd. Vandet på Witenwasserenstocks østside løber via Ticino, Lago Maggiore og Po til Adriaterhavet, 360 km mod øst.